# Émile Duclaux
Émile Duclaux (24 de junio de 1840-5 de febrero de 1904) fue un micólogo, biólogo y químico francés nacido en Aurillac. En 1862 fue asistente de laboratorio de Louis Pasteur. Luego se convirtió en profesor en Tours (1865), Clermont-Ferrand (1866), Lyon (1873) y París (1878). La mayor parte de su carrera está asociada con el trabajo de Louis Pasteur.
El trabajo de Duclaux estaba basado principalmente en los campos de la química, bacteriología y agricultura. Con Pasteur colaboró en el estudio de las enfermedades de la mariposa, y también tomó parte en experimentos para desacreditar la teoría de la generación espontánea. Duclaux pantalló estudios sobre la filoxera; una peste áfida que plagó los viñedos de uvas. Investigó sobre la transformación química de la leche en queso, además de los procesos de fermentación de la cerveza. También, como profesor de escuela brindó clases de meteorología y física.
En 1887, junto a Charles Chamberland, Jacques-Joseph Grancher, Edmond Nocard y Pierre Paul Émile Roux perteneció al primer tablón editorial del Instituto Pasteur. Tras la muerte de Pasteur, Duclaux fue director del Instituto de 1895 a 1904, con Roux y Chamberland como subdirectores.
Duclaux fue un escritor prolífico, algunas de sus mejores publicaciones fueron Traité de microbiologie, L'hygiène sociale, Ferments et maladies y Pasteur, histoire d'un esprit, el cual fue una biografía dedicada a Pasteur. Duclaux también estuvo activamente envuelto en la política de Francia siendo partidario vocal de Alfred Dreyfus, quien fue injustamente acusado de traición.
La segunda esposa de Duclaux Agnes Mary Frances Duclaux (nombre de soltera Agnes Mary Frances Robinson) fue una conocida autora, y su hijo Jacques Eugène Duclaux fue un químico muy bien considerado.

## Obra
- Traité de microbiologie

- Pasteur, histoire d'un esprit. Imprimerie Charaire, 1896.

- Avant le procès (El Affaire Dreyfus) P. V., Paris, Stock Éditeur, 1898.

- L'hygiène sociale, 1902

- Ferments et des maladies

- La abreviatura «Duclaux» se emplea para indicar a Émile Duclaux como autoridad en la descripción y clasificación científica de los vegetales.[1]